# Яковлєв Олександр Іванович
Олександр Іванович Яковлєв (26 вересня 1911 — 9 червня 1989, місто Москва) — радянський діяч, 1-й секретар Грозненського і Чечено-Інгуського обкомів КПРС. Депутат Верховної ради Російської РФСР 4-го скликання. Депутат Верховної Ради СРСР 5-го скликання. Член Центральної Ревізійної Комісії КПРС у 1956—1961 роках.

## Життєпис
Народився в родині робітника. З 1927 року — котельник, рульовий на кораблях Каспійського пароплавства; ливарник судноремонтного заводу.
Закінчив Азербайджанський індустріальний інститут.
Працював начальником бурової, заступником головного механіка контори буріння.
Член ВКП(б) з 1939 року.
З 1940 року — на партійній роботі. У 1942—1946 роках — інструктор відділу кадрів нафтової промисловості Управління кадрів ЦК ВКП(б). У 1946—1948 роках — інспектор відділу кадрів нафтової промисловості Управління кадрів ЦК ВКП(б). У 1948—1949 роках — інструктор відділу важкої промисловості ЦК ВКП(б).
У 1949—1952 роках — секретар Грозненського обласного комітету ВКП(б).
З 1952 по лютий 1953 року — відповідальний контролер Комітету партійного контролю при ЦК КПРС.
У лютому — 24 квітня 1953 року — 2-й секретар Бугульминського обласного комітету ВКП(б) Татарської АРСР.
У 1953 році — відповідальний контролер Комітету партійного контролю при ЦК КПРС; інструктор відділу партійних, профспілкових і комсомольських органів ЦК КПРС.
У 1953 — грудні 1955 року — 2-й секретар Грозненського обласного комітету КПРС.
У грудні 1955 — 24 листопада 1956 року — 1-й секретар Грозненського обласного комітету КПРС.
24 листопада 1956 — січень 1959 року — 1-й секретар Чечено-Інгуського обласного комітету КПРС.
У 1959—1967 роках — інспектор ЦК КПРС.
У квітні 1967 — січні 1975 року — заступник міністра медичної промисловості СРСР.
З 1975 року — на пенсії в місті Москві.

## Нагороди та відзнаки
- орден «Знак Пошани» (1944)
- ордени
- медалі